# Aeroporto Internazionale di Filadelfia
Il L'Aeroporto Internazionale di Filadelfia (IATA: PHL, ICAO: KPHL)  è l'aeroporto internazionale al servizio della città di Filadelfia, in Pennsylvania. È situato a circa 11 km dal centro della città e serve più di 130 destinazioni in tutto il mondo, con 500 decolli giornalieri attraverso 22 compagnie.
L'aeroporto di Filadelfia è il più grande ed importante scalo dello stato della Pennsylvania. È il quinto più grande hub per American Airlines e il primo punto d'accesso negli Stati Uniti dal continente Europeo. È inoltre una focus city di Frontier Airlines. 
L'aeroporto conta sei terminal ed è collegato con il centro della città grazie ad un servizio di treni gestiti dall'Autorità per i Trasporti della Pennsylvania Sudorientale.

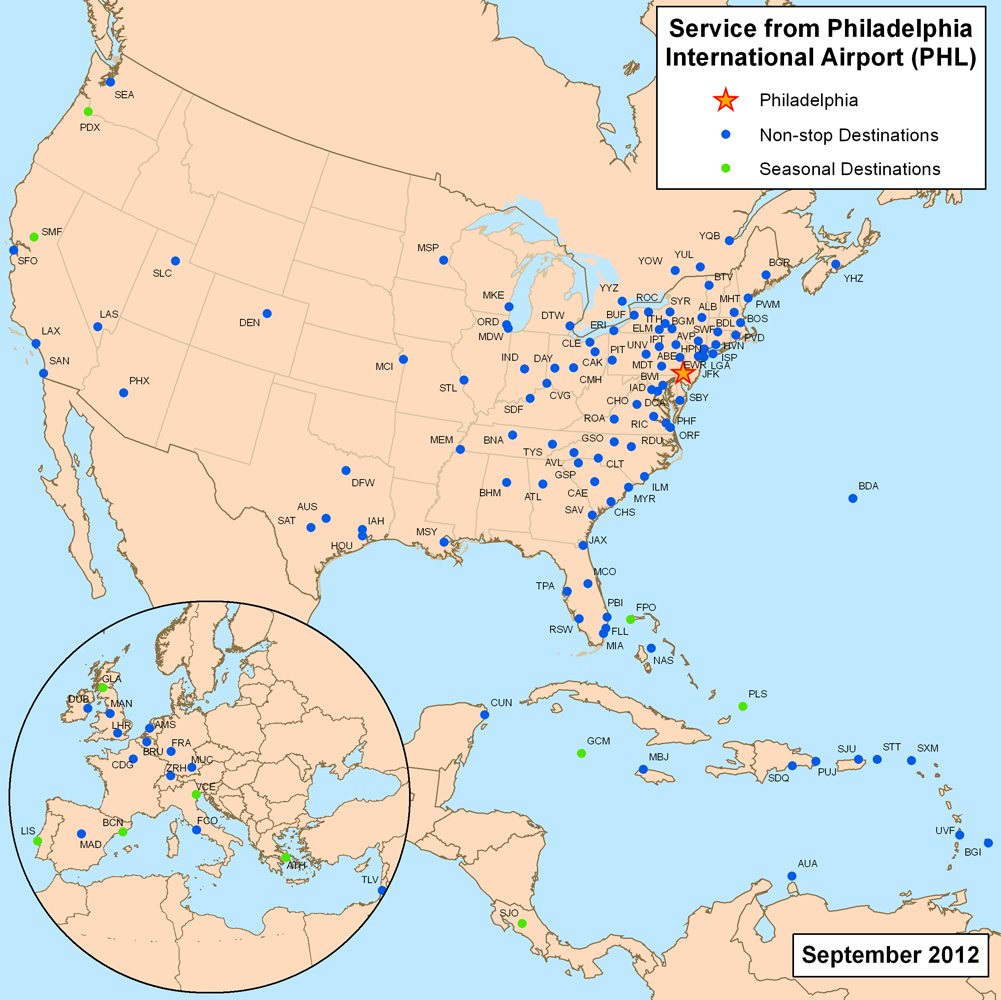
Mappa delle destinazioni con servizio diretto dall'aeroporto

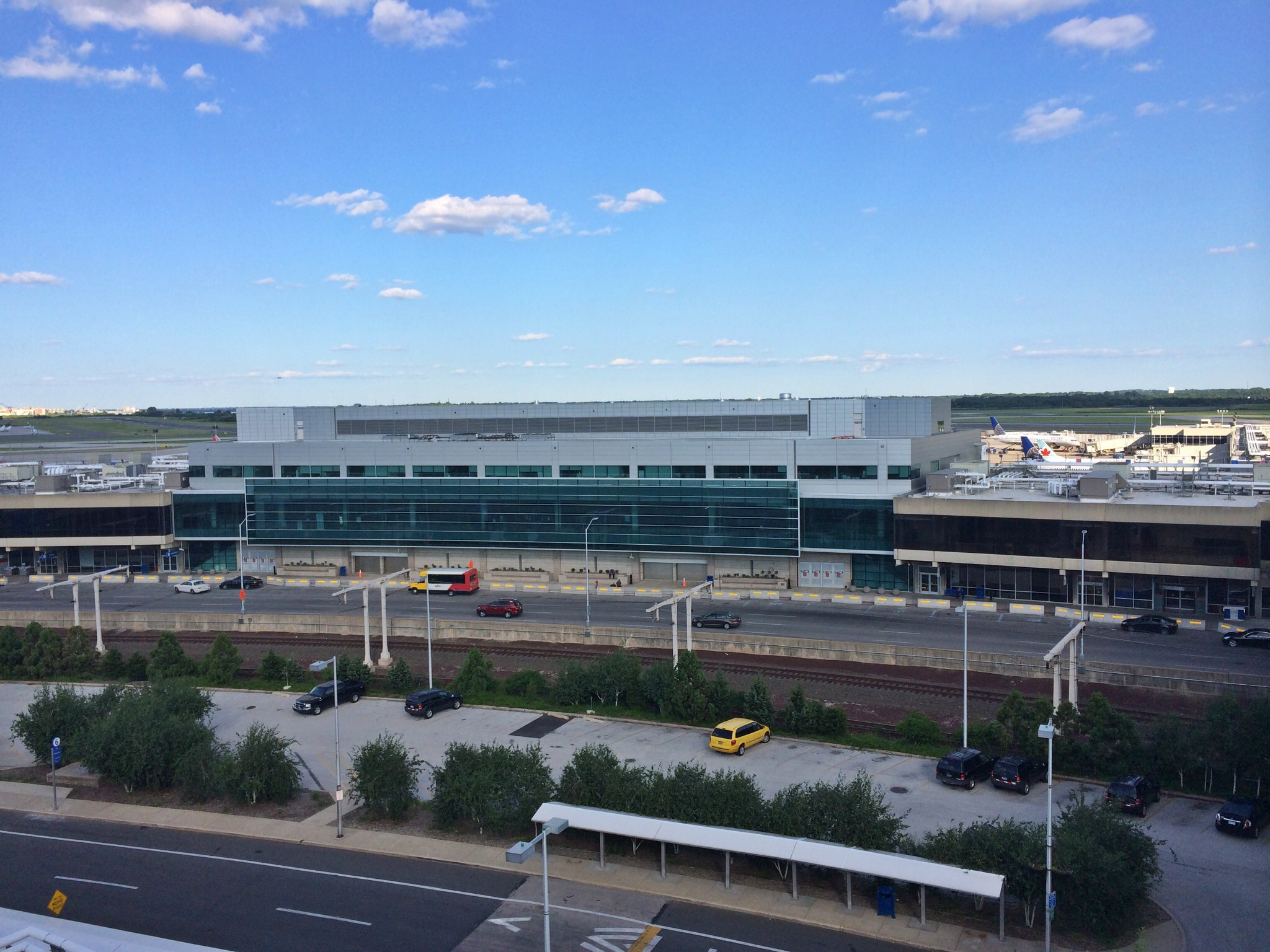
Terminal D e E